# Verleihversion
Eine Verleihversion ist im Gegensatz zur Kaufversion eine speziell für den Medien-Verleih in Videotheken hergestellter Datenträger (früher Videokassetten, heute vorwiegend DVD und Blu-ray). Es handelt sich somit um eine Form von Produktdifferenzierung. Der Verleih in Videotheken ist Teil der Filmverwertungskette.
Verleihversionen werden teilweise vor der Kaufversion veröffentlicht (sogenanntes Verleihfenster, auch Rentalfenster, variiert je nach Verleihfirma von einer Woche bis maximal drei Monate). Werden Verleih- und Kaufversion gleichzeitig veröffentlicht, wird dies als Direktvermarktung bezeichnet.
Verleihversionen unterscheiden sich teilweise deutlich von Kaufversionen. Typische mögliche Unterschiede sind:
- tieferer Verkaufspreis
- mehr Trailer
- weniger Bonusmaterial
- weniger Tonspuren/Sprachen
- Fehlen eines Wendecovers
- andere Cover-Gestaltung
- andere Schnittversion mit ggf. anderer Altersfreigabe

Verleihversionen können auch von Endkunden gekauft werden. In Onlineshops sind Verleihversionen teilweise nicht deutlich gekennzeichnet, sondern nur über die European Article Number als solche zu identifizieren.